# Активний словник
Акти́вний словник, активний словниковий запас — частина  лексичного і  фразеологічного складу  мови, слова якої вживають в певний період часу в тій або іншій мовній сфері. Відіграє найбільш важливу роль при виконанні мовою комунікативної функції. Містить відносно обмежене число лексичних одиниць, особливо часто вживаних у мові у зв'язку з найбільш суттєвими для цього суспільства реаліями. Протиставлена  пасивному словнику.
Для активного словника характерна мінливість: частина його елементів, залишаючись зрозумілою  носіям мови, поступово переходить до складу пасивного словника; навпаки, слова, що знову виникають (приміром, рос. прилуниться) з часом можуть переходити в активний словник. У деяких випадках слово, пішовши з активного словника, пізніше повертається в нього (наприклад, міністр, сержант).  Проте ядро активного словника, що складається із  стилістично нейтральних одиниць з розвиненою системою значень, високою сполучуваністю і  словотворчою активністю, змінюється повільно.
Приналежність лексичної одиниці до активного словника характеризують в довідковій літературі особливими індексами (зокрема, частотою), для отримання яких використовують методи  лінгвістичної статистики і  соціолінгвістики. Названі індекси беруть до уваги при створенні словників-мінімумів, які моделюють активний словник мови.

## Інші значення терміна
Слід розрізняти активний словник мови і активний словник окремого її носія, який психолінгвістика визначає як сукупність лексичних одиниць, які індивід вільно використовує під час  спонтанного мовлення. Окремий носій мови може не вживати ті чи інші пласти професійної термінології, книжкової або експресивної лексики й фразеології, що не заважає їх віднести до загального активного словника мови.
У своїй  лексикографічній теорії  Л. В. Щерба під активним словником розуміє лексикографічний посібник, що полегшує тому, хто говорить або пише, вибір і вживання лексичних одиниць.